# Jan Ehrenwald
Jan Ehrenwald (geboren 13. März 1900 in Preßburg, Österreich-Ungarn; gestorben 15. Juni 1988 in Somers, New York) war ein US-amerikanischer Psychiater und Psychotherapeut.

## Leben
Jan Ehrenwald ging nach einem Medizinstudium in Prag, das er mit der Promotion abschloss, als niedergelassener Psychiater nach London. Er wurde dort in die Royal Medico-Psychological Association gewählt und schloss sich – da er sich für Parapsychologie, besonders für das Verhältnis von Telepathie und Psychoanalyse, zu interessieren begonnen hatte – auch der Society for Psychical Research an. Später siedelte er in die Vereinigten Staaten um und wurde Mitglied der New York Academy of Medicine, der American Academy of Psychotherapists, Gründungsmitglied der Parapsychological Association und Kurator des Forschungskomitees der American Society for Psychical Research. Seit ca. 1950 war er Leiter der psychiatrischen Ambulanz des New Yorker Roosevelt Hospital. Nach seiner Pensionierung im Jahre 1975 hielt er Vorträge in Florida und in New York.
Ehrenwald war verheiratet und hatte eine Tochter.

## Publikationen (Auswahl)
- Telepathy and Medical Psychology, 1948
- New Dimensions of Deep Analysis, London 1954
- From Medicine Man to Freud, 1956
- Psychotherapy: Myth and Method, 1966
- History of Psychotherapy: From Magic Healing to Encounter, 1976
- The ESP Experience: A Psychiatric Validation, 1978